# 14334 Lindarueger
14334 Lindarueger este o planetă minoră (asteroid), cu un diametru de 6,48 km, din centura de asteroizi. A fost descoperită pe 1 martie 1981 la Observatorul Siding Spring de Schelte J. Bus. 
Obiectul prezintă o orbită caracterizată de o semiaxă mare de 2,8149103 UAi, o excentricitate de 0,12, o înclinație de 2,13324 ° în raport cu ecliptica.